# Insula din ziua de ieri
Insula din ziua de ieri (L'isola del giorno prima) este un roman scris de scriitorul, semioticianul și filozoful italian Umberto Eco și apărut în 1994. 